# Dieter Stein (Journalist)

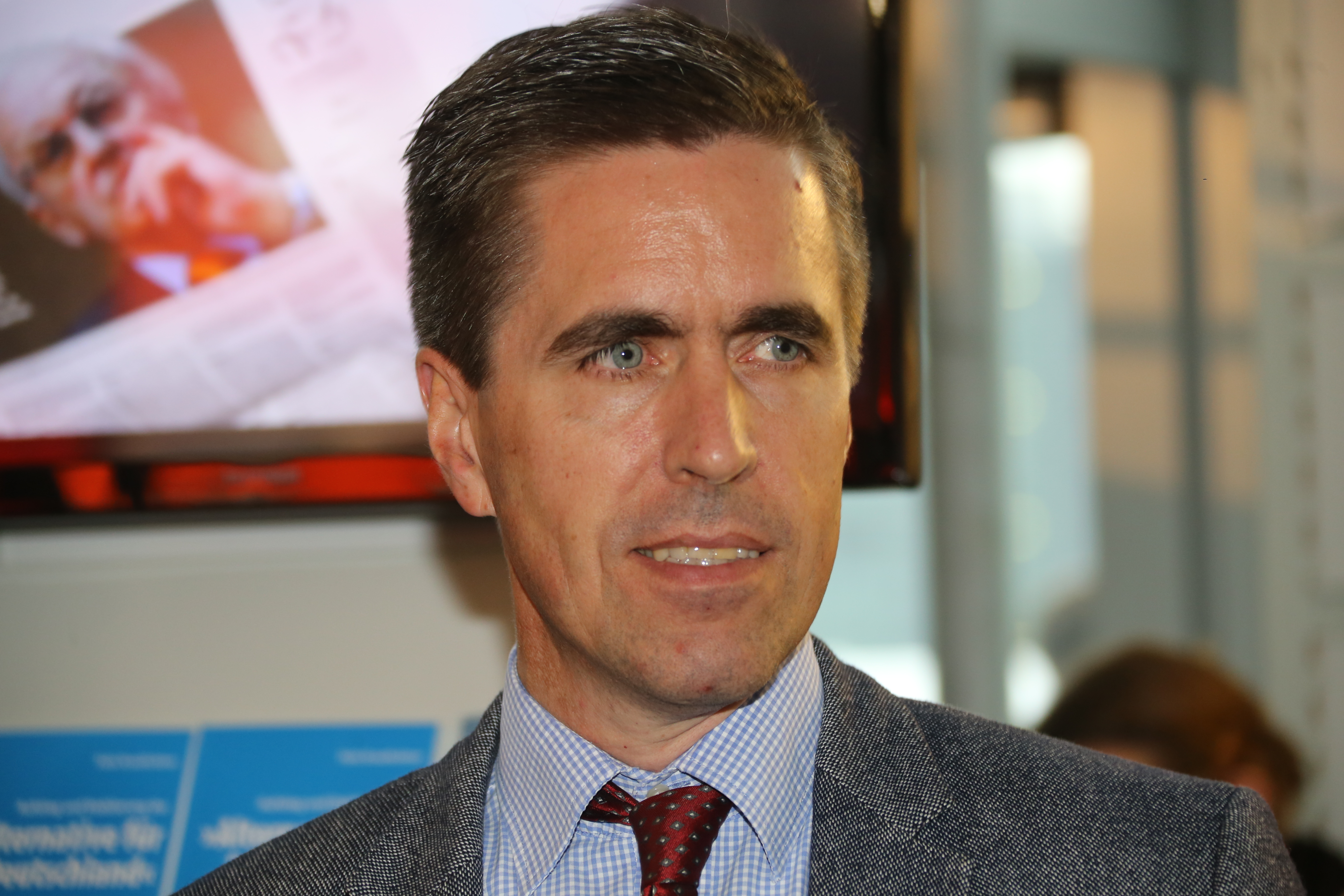
Dieter Stein (2014)

Dieter Stein (* 15. Juni 1967 in Ingolstadt) ist ein deutscher Publizist und Chefredakteur. Er ist Gründer und Geschäftsführer der Wochenzeitung Junge Freiheit und ihrer angeschlossenen Projekte („JF-TV“, „JF-Buchdienst“, „Förderstiftung Konservative Bildung und Forschung“, „Bibliothek des Konservatismus“, „Gerhard-Löwenthal-Preis“). Er gilt als Vertreter der Neuen Rechten.

## Leben und Wirken

### Herkunft und Studium
Dieter Stein wurde 1967 als Sohn des Berufsoffiziers (Oberstleutnant) und Militärhistorikers Hans-Peter Stein (1937–1994) in Ingolstadt geboren. Er wuchs in Bayern und Baden-Württemberg auf und besuchte zuletzt das Kolleg St. Sebastian in Stegen. Im Juli 1988 trat er beim Panzeraufklärungsbataillon 3 in Lüneburg seinen Wehrdienst an. Ab 1989 war er Student der Politik- und Geschichtswissenschaften an der Albert-Ludwigs-Universität in Freiburg. Dort wurde er Mitglied der Freiburger Hochschulgilde Balmung (Mitglied in der Deutschen Gildenschaft). Sein Studium brach Stein 1993 zu Gunsten seines Zeitschriftprojektes ab.

### Parteipolitische Aktivitäten und frühe Publizistik
Seine parteipolitische Tätigkeit begann Stein in der Jugendorganisation der CDU, der Jungen Union (JU), 1984 trat er den Republikanern (REP) bei. Als sich 1985 mit einer Abspaltung von den Republikanern die Freiheitliche Volkspartei (FVP) unter Führung von Franz Handlos bildete, wollte er die Zeitung der Jugendorganisation gestalten. Zu dieser Zeit war Stein Abiturient. Laut dem Sozialwissenschaftler Thomas Pfeiffer verließ er die Partei 1987 wieder und wandte sich erneut den in dieser Zeit erfolgreichen REP zu, knüpfte aber zudem Kontakte zum „etablierten Konservatismus und neonazistischen Spektrum“. Von November 1986 bis November 1987 wurde Stein im Impressum der rechtsextremen Zeitschrift Freie Umschau als freier Mitarbeiter geführt. Deren Herausgeber stammten aus dem Umfeld der 1982 gegründeten und 1983 aufgelösten Deutschen Arbeiter Jugend (DAJ). Im Oktober 1989 wurde Stein zum Vorsitzenden der Ortsgruppe des Republikanischen Hochschulverbandes (RHV) an der Albert-Ludwigs-Universität Freiburg gewählt. Laut Stefan Kubon verließ Stein 1990 die Republikaner und ist seitdem parteilos. Gemäß den Autoren Christian Fuchs und Paul Middelhoff ist Stein bei der Alternative für Deutschland in einer „Mitgliederliste“ als „Förderer“ registriert („mit der Nummer 10815“).

### Junge Freiheit
1986 gründete Stein in Freiburg im Breisgau als Schüler die Zeitung Junge Freiheit, deren Chefredakteur er seither ist. 1990 gründete er die Junge Freiheit Verlag GmbH, deren geschäftsführender Gesellschafter er seitdem ist. Mit der Gründung der JUNGE FREIHEIT Verlag GmbH & Co. KG wurde die 1990 gegründete GmbH Komplementärin und in JUNGE FREIHEIT Verwaltungs- und Beteiligungsgesellschaft mbH umbenannt. Dieter Stein hält 73 Prozent Anteile an dieser Komplementärin. Ende 2014 trat an die Stelle der alten Komplementärin die JUNGE FREIHEIT Entwicklungs-GmbH, an der Dieter Stein 100 % der Anteile hält. Die Junge Freiheit erschien als Wochenzeitung ab 1994 in Potsdam, seit 1996 erscheint sie in Berlin. Sie blieb nach dem 1. August 1999 bei der deutschen Rechtschreibung des 20. Jahrhunderts. Nach eigener langjähriger Verortung als rechtskonservativ und nach dem Junge-Freiheit-Urteil des Bundesverfassungsgerichtes (BVerfG) zur rechtswidrigen Erwähnung in den Berichten des Verfassungsschutzes Nordrhein-Westfalen von 1994 bis 2005 unter der Rubrik „Rechtsextremismus“ bezeichnete Stein die Junge Freiheit in einem Interview des Jahres 2006 nunmehr als „liberal-konservatives“ Medium. In einer 2007 veröffentlichten Pressemitteilung der Jungen Freiheit (JF) distanzierte sich Stein von der Wochenzeitung Zur Zeit (mit der die JF bis dahin kooperierte) wegen Kontakten des Zur Zeit-Herausgebers Andreas Mölzer zur NPD und bezeichnete die NPD als „politischen Gegner“. Diese Aussage, getätigt bei einem Vortrag Steins im Institut für Staatspolitik des neurechten Verlegers Götz Kubitschek, habe, so Stein, vor Ort Widerspruch und einen „Eklat“ ausgelöst. Daraufhin habe es „in Schüben eine Entfremdung von Kubitschek“ und ihm gegeben.
Stein nannte das Abkommen über die Zwangsarbeiterentschädigung „die willkommene Einladung an clevere Anwälte, Deutschland noch viele Male zu melken“, und forderte Entschädigungen auch für „versklavte deutsche Zwangsarbeiter“. 2014 startete Dieter Stein in der JF eine Kampagne gegen „Ausländerkriminalität“ und „Deutschenfeindlichkeit“ und bekundete: „Ein Tabu in Medien und Politik sind deutschenfeindliche Gewalttaten: ob sexuelle Übergriffe, Vergewaltigungen oder wenn sich eine Horde halbstarker ‚Südländer‘ im U-Bahnhof aus Haß eine ‚deutsche Kartoffel‘ aussucht, um sie ins Koma zu prügeln.“
In einem Vortrag in Hamburg, den die AfD-Bürgerschaftsfraktion veranstaltete, sagte Stein 2016 im Hinblick auf den Begriff „Lügenpresse“, er halte diesen „für eine polemische Überspitzung“ und sei „kein Freund dieses Begriffes“. Nach seiner Meinung machen „viele Journalisten […] ihre Arbeit gut“. Allerdings gehe es in den Medien allzu oft um eine „Inszenierung von Realität“. Beim Flüchtlings-Thema sei es so, dass diejenigen, „die unter der Folgelast der kopflosen Politik der Bundeskanzlerin ächzen und beinahe zusammenbrechen, […] im öffentlich-rechtlichen Fernsehen zwar auch vor[kommen], aber stets in der Rolle der Querulanten“. Der öffentlich-rechtliche Rundfunk solle auf jeden Fall erhalten bleiben, dort würden jedoch zu viele linke Journalisten arbeiten und das müsse sich ändern. Im selben Jahr äußerte Stein auf der Jahrestagung des Netzwerks Recherche, beim Thema „Asylkrise“ würden Tatsachen nicht beim Namen genannt und alle Einwanderer würden pauschal „Flüchtlinge“ genannt.
Am 12. Februar 2017 war Stein Mitglied der 16. Bundesversammlung zur Wahl des Bundespräsidenten als nominierter Vertreter des Abgeordnetenhauses von Berlin für die AfD.
Den Begriff „konservativ“ definierte Stein folgendermaßen: „Konservativ ist organische Ordnung, natürliche Hierarchie und Autorität gegen die Utopie totaler Gleichheit und die Idee völliger Machbarkeit.“ 2009 prangerte Stein in der Jungen Freiheit eine „Entkernung“ der „Marke CDU“ unter Kanzlerin und Parteichefin Angela Merkel an. Die Partei sei „um den Preis des Machterhalts gänzlich ins Chamäleonhafte entrückt“. Unter anderen warf Stein der Partei ein Aufgeben des „traditionellen Familienbilds“ vor. Anstelle eines gebotenen Widerstands „gegen die Homo-Ehe“ habe sich die CDU „an die Spitze des feministischen Gender-Mainstreaming-Projekts und einer sozialistischen Familienpolitik“ gestellt. Insgesamt habe die CDU einen unverzeihlichen „Verrat“ an ihrer konservativen Stammwählerschaft begangen.
Unter Bezugnahme auf das Buch Nie zweimal in denselben Fluss des AfD-Fraktionsvorsitzenden in Thüringen und Exponenten des „Flügels“ Björn Höcke urteilte Stein Anfang 2019 in der JF, Höcke habe „[n]ichts Originäres oder wenigstens Originelles“, „[n]icht einmal irgend etwas Konsistentes“ zu bieten. Er drücke sich unklar aus und wecke „in Ton und Wortwahl abgründige und abstoßende Assoziationen“. Höcke sei ein „ideologisches Irrlicht“ und drohe die AfD zu spalten. „Den Kräften der Vernunft“ innerhalb der AfD bleibe nicht mehr viel Zeit. Umgehender Widerspruch kam von Steins ehemaligem Weggefährten, dem neurechten Verleger und Mitbegründer des Instituts für Staatspolitik Götz Kubitschek: Stein lese Höckes Buch, „wie ein antifaschistischer Stellen-Markierer es nicht besser lesen könnte“. „Höcke den Unfrieden in der AfD an[zulasten]“ sei „schäbig“. Schon zuvor hatte Stein der Befürchtung Ausdruck verliehen, dass durch einen „Rechtsruck und die Aufgabe des liberalen Flügels“ die Partei weiter ins Abseits gedrängt würde.
Im Vorwort seines im Juli 2020 in der Edition JF in neuer erweiterter Auflage erschienenen Buchs Für eine neue Nation – Nachdenken über Deutschland schrieb Stein von einem „verinnerlichten und in immer monströserer Gestalt perpetuierten exklusiven deutschen Schuldkult“.
Im Zuge des russischen Angriffskriegs gegen die Ukraine Ende Februar 2022 positionierte sich Stein mit der Jungen Freiheit auf der ukrainischen Seite. Schon zuvor hatte Stein den Putin-Kurs des Magazins Compact kritisiert. In einem Interview bezeichnete er Compact-Herausgeber Jürgen Elsässer als „umtriebigen Guru einer spinnerten moskauhörigen Verschwörungs-Szene“. Auf Twitter kritisierte Stein auch die AfD-Fraktionsspitze und schrieb, dass Tino Chrupalla in seiner Rede „nicht in der Lage“ gewesen sei, „Mitgefühl für das von der russischen Armee überrannte ukrainische Volk auszudrücken […] stattdessen langatmige Ausführungen, um Russland gegen Kritik in Schutz zu nehmen“.
Stein hat den öffentlich-rechtlichen Rundfunk wiederholt kritisiert und fordert tiefgreifende Reformen der Rundfunkanstalten. Bei einer Anhörung im sächsischen Landtag mit dem ARD-Vorsitzenden Kai Gniffke und der MDR-Intendantin Karola Wille sowie Stein als Gutachter kritisierte er, dass der öffentlich-rechtliche Rundfunk sich auch im Internet immer weiter ausdehne und damit den privaten Medien „die Luft abschnüre“. Stein forderte, den Etat der öffentlichen Rundfunksender auf ein Zehntel des jetzigen Volumens zu begrenzen.
Stein hat gelegentlich Gastkommentare für die Online- und Print-Zeitschrift The European Conservative und für The American Conservative geschrieben. Er hat auch Gastbeiträge in der französischen Zeitschrift Valeurs Actuelles und im spanischen Magazin El Debate veröffentlicht.

### Förderstiftung Konservative Bildung und Forschung
2007 wurde Stein zum Vorsitzenden des Stiftungsrats der gemeinnützigen Förderstiftung Konservative Bildung und Forschung (FKBF) gewählt, die im Jahr 2000 von dem rechtskonservativen Publizisten Caspar von Schrenck-Notzing gegründet worden war. Auf Initiative Steins wurde die Bibliothek Schrenck-Notzings nach Berlin überführt, deren 20.000 Bände den Grundstock für die 2012 eröffnete Bibliothek des Konservatismus darstellen.

### Privates
Stein ist verheiratet und hat vier Kinder.

## Veröffentlichungen (Auswahl)
- als Hrsg.: Der Streit um Martin Walser. Beiträge und Interviews von Eckhard Henscheid, Joachim Kaiser, Heimo Schwilk, Martin Walser, Günther Zehm u. a. Edition JF, Berlin 2002, ISBN 3-929886-13-8.
- als Hrsg.: Über den Tag hinaus. Festschrift für Günter Zehm. JF Edition, Berlin 2003, ISBN 3-929886-16-2.
- als Hrsg.: Die Tragödie des Westens. Beiträge und Interviews aus der Jungen Freiheit nach dem 11. September 2001. JF Edition, Berlin 2003, ISBN 3-929886-10-3.
- als Hrsg.: Rettet die deutsche Sprache. Beiträge, Interviews und Materialien zum Kampf gegen Rechtschreibreform und Anglizismen. JF Edition, Reihe Dokumentation, Band 9, Berlin 2004, ISBN 3-929886-21-9.
- als Hrsg.: Ein Leben für Deutschland. Gedenkschrift für Wolfgang Venohr 1925–2005. JF Edition, Berlin 2005, ISBN 3-929886-24-3.
- Phantom „Neue Rechte“. Die Geschichte eines politischen Begriffs und sein Missbrauch durch den Verfassungsschutz. JF Edition, Reihe Dokumentation, Band 10, Berlin 2005, ISBN 3-929886-22-7.
- als Hrsg.: Helden der Nation. Beiträge und Interviews zum 20. Juli 1944. JF Edition, Berlin 2008, ISBN 978-3-929886-27-6.
- Für eine neue Nation. Nachdenken über Deutschland. JF Edition, Berlin 2014, ISBN 978-3-929886-43-6 [aktualisierte Neuausgabe 2023: ISBN 978-3-929886-87-0].
- als Hrsg.: Die Asylkrise. Beiträge zu einem europäischen Verhängnis. JF Edition, Berlin 2015, ISBN 978-3-929886-50-4.
- als Hrsg.: Gender Mainstreaming. Beträge und Interviews zu einer gefährlichen Ideologie. JF Edition, Berlin 2016, ISBN 978-3-929886-49-8.
- als Hrsg.: Aufgespiesst. Politik mit spitzer Feder. JF Edition, Berlin 2017, ISBN 978-3-929886-68-9.
- als Hrsg.: Festschrift für Karlheinz Weißmann zum sechzigsten Geburtstag. JF Edition, Berlin 2019, ISBN 978-3-929886-69-6.
- als Hrsg.: Klima-Hysterie. Beiträge und Interviews zu einer neuen Zivilreligion. JF Edition, Berlin 2019, ISBN 978-3-929886-72-6.
- als Hrsg.: 1945. Schicksalsjahr der Deutschen. JF Edition, Berlin 2020, ISBN 978-3-929886-75-7.